# Little Sylvester Lake
Der Little Sylvester Lake ist ein Gebirgssee im Tasman District auf der Südinsel von Neuseeland.

## Geographie
Der Little Sylvester Lake befindet sich zwischen der Lockett Range und dem Diamond Lake Stream im Norden und der Peel Range im Westen und Süden, mit dem Cobb River und dem Cobb Reservoir dazwischen. Der See ist ein Nachbarsee des Lake Sylvester, der nordnordöstlich an einer Stelle in einem Abstand von rund 50 m angrenzt. Auf einer Höhe von 1335 m erstreckt sich der 5,5 Hektar große See in einer West-Ost-Richtung, mit einem anschließenden Knick nach Nordnordosten, über eine Länge von rund 535 m. Die breitestes Stelle des Sees weist rund 170 m auf und der Umfang des Sees misst rund 1,3 km.
Gespeist wird der See durch einige wenige Gebirgsbäche. Die Entwässerung des Little Sylvester Lake findet an seinem nordnordöstlichen Ende über einen kleinen rund 50 m langen Bach zum Lake Sylvester statt.

## Sylvester Lakes Track
Der Sylvester Lakes Track beginnt in einer Haarnadelkurve der Cobb Dam Road, rund 330 m westsüdwestlich des Absperrbauwerks des Cobb Reservoir. Nach rund 1,5 km entlang des Stausees an seiner nördlichen Seite beginnt dann der Aufstieg in Serpentinen zunächst durch den Wald und folgt dann auf einem Bergrücken von Osten her auf den See zu. Rund 1 km bevor der Lake Sylvester erreicht wird, trifft man auf die Sylvester Hut, die 12 Wanderern Platz zur Übernachtung bietet. Bis zur Hütte, die rund 5 km Wanderstrecke vom Startpunkt des Wanderwegs entfernt liegt, werden ca. 2 Stunden Wanderzeit veranschlagt. Über den Sylvester Lakes Track, der dann weiter östlich und südöstlich entlang des Sees führt, kann auch der Little Sylvester Lake an seinem nordnordöstlichen Ende erreicht werden.